# ATK Intimidator
La ATK Intimidator è un modello di motocicletta con motore a due tempi della casa motociclistica ATK presentata nel 2005 in due cilindrate.

## Descrizione
La moto adotta un motore della Maico, modello M/Star (ultimo motore prodotto dalla casa prima della chiusura) che viene adeguatamente rivisto.
Lo scarico e l'impianto frenante (Brembo) è posto alla sinistra della moto, la trasmissione finale a destra. Viene prodotta in quantità limitate.